# Jagdschloss Tarnobrzeg

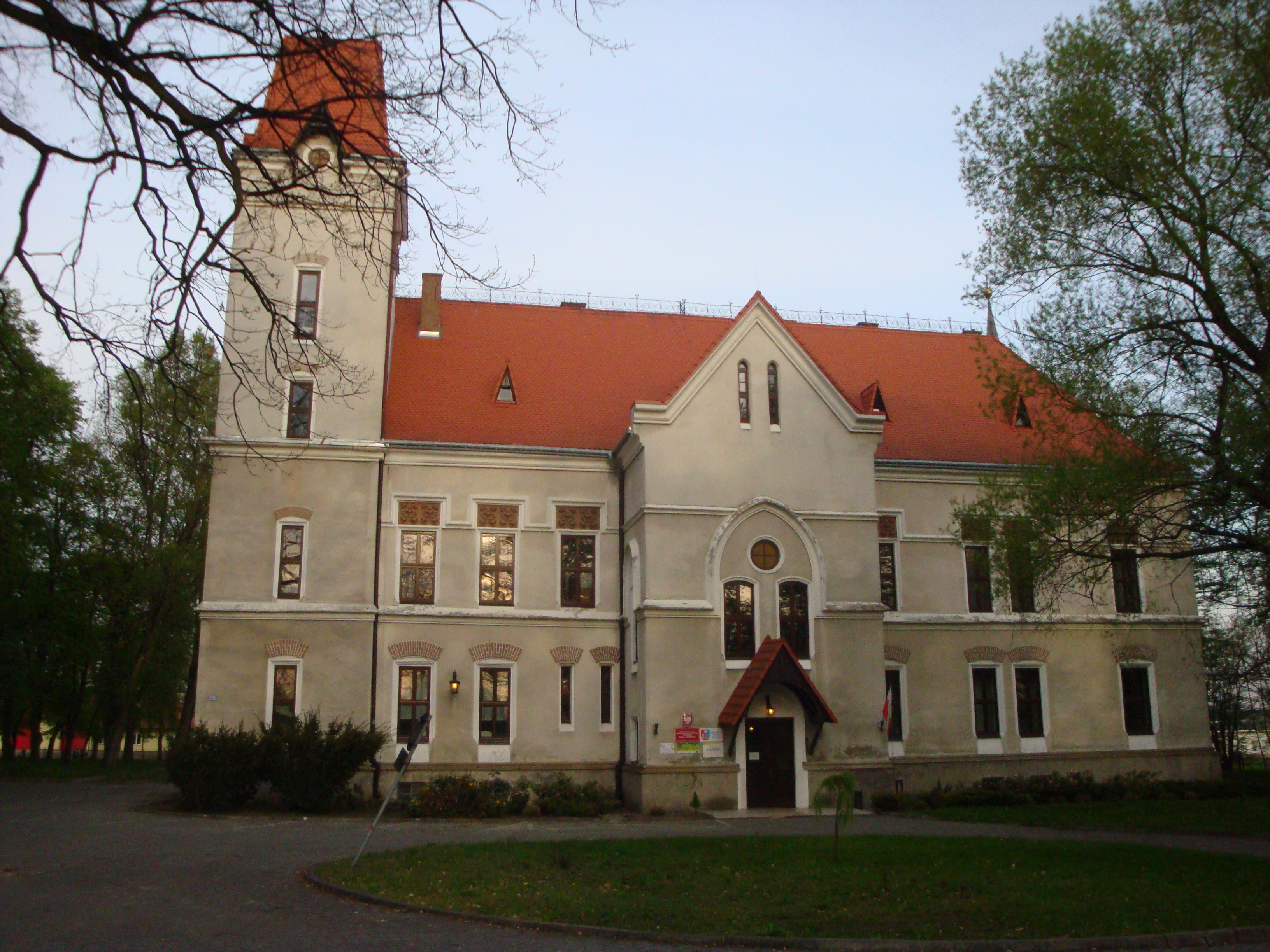
Gartenansicht

Das Jagdschloss Tarnobrzeg (polnisch: Pałac Myśliwski w Tarnobrzegu) ist ein Jagdschloss im Stadtteil Mokrzyszów von Tarnobrzeg.

## Geschichte
Das Jagdschloss wurde in den Jahren 1853 bis 1893 für die deutschstämmige Familie Szindler im neugotischen Stil errichtet. Um das Schloss wurde ein Park im englischen Stil angelegt. Es wird derzeit vom Bildungsministerium als Schulungsstätte für die örtliche Lehrerschaft genutzt.